# Stazione di Brusciano
Stazione di Brusciano vasútállomás Olaszországban, Brusciano településen.

## Vasútvonalak
Az állomást az alábbi vasútvonalak érintik:
- Nápoly–Nola–Baiano-vasútvonal

## Kapcsolódó állomások
A vasútállomáshoz az alábbi állomások vannak a legközelebb:
- Stazione di De Ruggiero
- Stazione di Castelcisterna